# Planogloboendothyra
Planogloboendothyra es un género de foraminífero bentónico de la subfamilia Globoendothyrinae, de la familia Globoendothyridae, de la superfamilia Tournayelloidea, del suborden Fusulinina y del orden Fusulinida. Su especie tipo es Planogloboendothyra splendens. Su rango cronoestratigráfico abarcaba desde el Fammeniense superior (Devónico superior) hasta el desde el Viseense inferior (Carbonífero inferior).

## Discusión
Clasificaciones más recientes incluyen Planogloboendothyra en el suborden Tournayellina, del orden Tournayellida, de la subclase Fusulinana y de la clase Fusulinata.

## Clasificación
Planogloboendothyra incluye a las siguientes especies:
- Planogloboendothyra arcuata †
- Planogloboendothyra modesta †
- Planogloboendothyra nekutchanica †
- Planogloboendothyra insigna †
- Planogloboendothyra ishimica †
- Planogloboendothyra splendens †